# Primula eburnea
Primula eburnea là một loài thực vật có hoa trong họ Anh thảo. Loài này được Balf. f. & R.E. Cooper miêu tả khoa học đầu tiên năm 1916.